# Sergels torg
Sergels torg er en plads beliggende i det centrale Stockholm. Pladsen afgrænses mod vest af Drottninggatan, mod nord af Klarabergsgatan, mod syd af Kulturhuset og mod øst af Klarabergsgatan, Sveavägen og Hamngatan. Midt på pladsen findes en superellipseformet fontæne, designet af danske Piet Hein.
Torvet er opkaldt efter billedhuggeren Johan Tobias Sergel. Det blev planlagt med udgangspunkt i Piet Heins superellipse. 
I torvets vestlige side findes en nedgang til tunnelbanestationen T-Centralen.